# Phare arrière de Newburyport
Le phare arrière de Newburyport (en anglais : Newburyport Harbor Rear Range Light) est un feu directionnel inactif situé au port de Newburyport dans le comté d'Essex (État du Massachusetts).
Il est inscrit au Registre national des lieux historiques depuis le 15 juin 1987.

## Histoire
Il se situe près de la rivière Merrimack, à Newburyport, dans le Massachusetts. Il a été construit en 1873 pour faire partie d'une paire de feu directionnel permettant de guider les navires le long de la rivière jusqu'au port de la ville.
Les feux d'alignement sont des paires de balises utilisées pour guider les navires et assurer leur passage en toute sécurité. Les balises sont composées de deux feux séparés en distance et en altitude, de sorte que, lorsqu'ils sont alignés, les uns au-dessus des autres, ils fournissent un relèvement. Les feux d’alignement d’origine du port de Newburyport étaient entretenus par des fonds privés. En 1872, le Congrès avait affecté des fonds à la mise en place de feux d’alignement maintenus par le public après la destruction d’une des paires précédentes par une tempête.
Le feu arrière est une tour en brique de 16 m de hauteur située près de Water Street, près du poste de garde-côte de la rivière Merrimack. Il fonctionnait conjointement avec le phare avant de Newburyport. La tour était traditionnellement peinte en blanc sur le tiers supérieur du côté face à la rivière, avec une épaisse rayure blanche sur le reste de la façade. Ce côté est maintenant peint entièrement en blanc, alors que les trois autres côtés ne sont pas peints. La tour est surmontée d'une lanterne à huit côtés, qui est entourée d'une galerie balcon en fer et d'une rampe.
Lorsque les feux sont devenus actifs en 1873, les gardiens locaux en ont assumé la responsabilité. Le travail a ensuite été transféré aux gardiens du phare de Plum Island.
En 1961, les feux d'alignement ont été mis hors service et le feu arrière est devenu une propriété privée. Aujourd'hui, il est disponible à la location pour des événements et offre une vue sur le fleuve et la ville. Il est entretenu par la Lighthouse Preservation Society 
Identifiant : ARLHS : USA-545 .

### Lien connexe
- Liste des phares du Massachusetts